# Eupropacris abbreviata
Eupropacris abbreviata is een rechtvleugelig insect uit de familie veldsprinkhanen (Acrididae). De wetenschappelijke naam van deze soort is voor het eerst geldig gepubliceerd in 1929 door Miller.
1. ↑  (en) Eupropacris abbreviata op de IUCN Red List of Threatened Species.